# Phytodietus terminatus
Phytodietus terminatus är en stekelart som beskrevs av Loan 1981. Phytodietus terminatus ingår i släktet Phytodietus och familjen brokparasitsteklar. Inga underarter finns listade i Catalogue of Life.